# اف‌سی-۷۵
اف‌سی-۷۵ (به انگلیسی: FC-75) با فرمول شیمیایی C8F16O یک ترکیب شیمیایی با شناسه پاب‌کم 78976 است. که جرم مولی آن 416.06 می‌باشد.